# Agencia moral
La agencia moral es la facultad por la cual un ser humano toma decisiones morales en base a su idea del bien y del mal, e implica que el individuo se responsabilice de sus acciones.  Por lo general, un agente moral es conocido como "un ser que es capaz de actuar con respecto al bien y al mal". 

## Desarrollo y análisis
Socialmente está aceptado por una amplia mayoría el hecho de que los únicos seres con capacidad para ser agentes morales son aquellos capaces de razonar y emitir juicios propios, los llamados seres racionales. Además, una parte de la sociedad cree que aquellos cuya racionalidad esta limitada, como bebés o personas con discapacidades mentales, disponen también de nociones morales básicas. 
Las personas que siguen la corriente filosófica del determinismo han argumentado que todas nuestras acciones son un resultado de causas antecedentes, y por ello, algunos creen que no puede existir el libre albedrío y, en consecuencia, aseguran que no tenemos un control real sobre nuestras acciones. 
El reconocido filósofo prusiano Immanuel Kant, uno de los más prestigiosos pensadores de la Europa moderna, pensaba que sin importar si realmente nuestro yo real (el llamado noúmeno) puede elegir las acciones que realizamos, no existe otra opción que creer que nosotros elegimos libremente dichas acciones cada vez que tomamos una elección. Sin embargo, esto no implica que podamos controlar los efectos de nuestras acciones. 
Este pensamiento no es exclusivo de los deterministas puesto que algunos indeterministas también coinciden en que no tenemos libre albedrío. En el ámbito del comportamiento humano, si una "causa" da como resultado un número indefinido de "efectos", esto no significa que la persona implicada haya tenido la voluntad libre e independiente para elegir dicho "efecto". De hecho, lo más plausible es que haya sido la consecuencia indeterminada de sus experiencias fortuitas, su fortuita genética o las circunstancias específicas ocurridas en el momento de la "causa".
En la filosofía de Kant, esto exige lo que se conoce como un acto de fe, es decir, la fe que posee el agente libre está basado en algo aparentemente desconocido o inmaterial. En caso contrario, sin la fuente fundamental "a priori" del agente libre, los conceptos socialmente esenciales que han sido creados por la mente humana, como puede ser la justicia, se verían socavados (la responsabilidad implica libertad de elección) y, por ello, la civilización y los valores humanos se desmoronarían.
Puede resultar útil comparar el concepto de agencia moral con la doctrina legal conocida como mens rea. Esta doctrina, que trata acerca de la culpabilidad, afirma que una persona es legalmente responsable por sus acciones siempre y cuando debiera saber lo que hace y sus decisiones sean deliberadas. Algunos teóricos descartan cualquier intento de evaluar estados mentales y prefieren adoptar la doctrina de la responsabilidad objetiva, por la cual cualquier persona es responsable ante la ley sin importar su capacidad, y por ello lo único que se ha de determinar es el castigo por sus acciones en caso de ser necesario. Los deterministas morales probablemente dispusieran de un punto de visto similar al último expuesto.
Una observación destacada en este tema es la del psicólogo norteamericano Albert Bandura, que ha observado que los agentes morales se desvinculan selectivamente de su propia conducta inhumana. 

## Distinción entre agentes morales y pacientes morales
Los agentes morales son considerados entidades cuyas acciones son elegibles para consideración moral. Por ejemplo, un niño pequeño que pega a sus amigos cuando está enfadado aunque tiene edad suficiente para distinguir el bien del mal. En este caso, la acción de pegar a sus amigos está sujeta a consideración moral puesto que el chico tiene la edad suficiente para considerar si la acción que ha tomado es la correcta o no, y la moralidad relativa a su comportamiento. 
Los llamados "pacientes morales" son entidades que por sí mismas son elegibles para la consideración moral. Un ejemplo de ello sería un chico pequeño que no sabe distinguir el bien del mal. En esta situación, el niño está sujeto a la consideración moral de las personas que lo rodean ya que ellos son conscientes de que es incapaz de comprender las consecuencias de sus acciones y, por ello, no puede entender la moralidad de la situación por su falta de desarrollo y capacidades actuales. 
Muchos personas reconocidas en el campo de la filosofía, como el propio Immanuel Kant, consideran que la moralidad es realmente una transacción entre partes racionales, es decir, entre agentes morales. En el artículo elaborado por Richard Dean acerca de la teoría moral de Kant, se realiza un análisis sobre cómo los agentes que pueden controlar sus impulsos o tendencias son capaces de permanecer imparciales al determinar el camino de la acción moral. La mencionada capacidad que permite controlar estos impulsos es lo que se conoce como compromiso moral. Los agentes deben convertirse en expertos en este control para así poder definir algo como moral o inmoral, y de esta manera conservar su reputación.  Por ello, estos filósofos excluyen a los animales en cuanto a poseer consideración moral.
En cuanto a aquellos filósofos que siguen la corriente utilitarista como  son Jeremy Bentham y Peter Singer, son partidarios de pensar que la clave para la inclusión en la comunidad moral no es la racionalidad, ya que en dicho caso se debería de excluir de ella a algunas personas discapacitadas y bebés, y también tendríamos que distinguir entre los grados de racionalidad dentro los adultos sanos. Ellos creen que el verdadero objeto de la acción moral es evitar el sufrimiento.   Un ejemplo de ello es el debate sobre el aborto , que destaca por ser un tema controversial. Más ejemplos similares se encuentran en el argumento de los casos marginales .

## Agentes morales artificiales
Generalmente, los debates acerca de la agencia moral artificial se centran en unas determinadas ideas principales. La primera idea trata sobre la posibilidad de que un sistema artificial sea un agente moral - ver sistemas artificiales y responsabilidad moral . En cuanto a la segunda, se refiere a los esfuerzos por construir máquinas con comportamientos éticamente relevantes - ver ética de las máquinas . Finalmente, existe una tercera idea objeto de debate que se basa en si los robots deben ser construidos como agentes morales.
Las investigaciones llevadas a cabo han demostrado que los robots son percibidos por la sociedad como poseedores de distintos grados de agencia moral. Dichas percepciones pueden manifestarse de dos maneras distintas: ideas sobre la capacidad moral de un robot (capacidad de hacer el bien o el mal) e ideas sobre su dependencia o independencia de la programación (una dependencia alta se corresponde con una baja capacidad de acción). 
Estas investigaciones también sugieren que el juicio moral de una acción puede no depender de si el agente es un robot o un humano. Sin embargo, pocas veces se reconoce el mérito de los robots por actuar bien, y deben comportarse mejor de forma constante para ganar confianza por parte de la sociedad. 
Hasta el momento, no se ha conseguido diseñar un robot o una "máquina social" capaz de entender conceptos como la moralidad y el libre albedrío. No obstante, existe la posibilidad de que este tipo de tecnología sea factible en el futuro. 

## Animales no humanos
Los debates relativos a la agencia moral en animales no humanos abordan tanto la naturaleza de la moralidad como el comportamiento y capacidades de los animales humanos y no humanos.  
El hecho de que haya pensadores que coinciden en sus opiniones acerca de la naturaleza, el comportamiento y las capacidades de diferentes especies no significa que no exista entre ellos un desacuerdo en cuanto a qué capacidades son importantes para la agencia moral o la relevancia de comportamientos particulares para determinar la agencia moral.  Como se suele pensar que los agentes morales justifican una consideración ética especial, este tema en ocasiones se conecta con discusiones sobre los derechos de los animales, especialmente en torno a las prácticas que incluyen a seres no humanos.
Los estudios desarrollados en el campo de la biología referidos al comportamiento animal han proporcionado varias evidencias sólidas de estructuras sociales y normas de comportamiento complejas en especies no humanas. También existen pruebas de que algunas especies no humanas, especialmente otros tipos de primate, son capaces de mostrar empatía y otros sentimientos como dolor o culpa, aunque existen opiniones contrarias al respecto.   No obstante, los seres humanos claramente muestran capacidades distintivas relacionadas con la inteligencia y la racionalidad, estas se reflejan en la capacidad para participar en pensamientos simbólicos y abstractos, además de poder emplear un lenguaje complejo y sofisticado. 
Algunos filósofos y biólogos defienden que ciertos animales no humanos pueden considerarse agentes morales, basando su argumento en que la agencia moral depende de habilidades como la empatía y las interacciones sociales, habilidades que se han observado en muchas especies.  Estos expertos suelen señalar ejemplos de comportamientos animales que se asemejan a actividades humanas catalogadas como morales, como la imposición de sanciones a quienes infringen normas grupales. Además, algunos plantean que la agencia moral no es uniforme, sino que existe en diferentes formas o niveles según la especie. También sugieren que los animales podrían realizar acciones morales sin necesariamente alcanzar la plenitud de la agencia moral. 
Existen también pensadores que creen firmemente que únicamente los seres humanos pueden ser agentes morales bajo el argumento de que la agencia moral depende de la racionalidad. Para apoyar su tesis, enfatizan las capacidades exclusivas de los seres humanos y la complejidad singular del comportamiento humano. Según este argumento, aunque animales y humanos puedan mostrar comportamientos similares, como sancionar a quienes transgreden normas, las bases internas de estas acciones difieren tanto que, en los humanos, se califican como actos morales, mientras que en los no humanos no alcanzan ese estatus.